# Pachyneuria damon
Pachyneuria damon är en fjärilsart som beskrevs av Bell 1937. Pachyneuria damon ingår i släktet Pachyneuria och familjen tjockhuvuden. Inga underarter finns listade i Catalogue of Life.